# أوفه بوم
أوفه بوم (بالألمانية: Uwe Bohm) (23 يناير 1962 - 9 أبريل 2022)، هو ممثل مسرحي وممثل أفلام ألماني.

## وصلات خارجية
- أوفه بوم على موقع IMDb (الإنجليزية)
- أوفه بوم على موقع مونزينجر (الألمانية)
- أوفه بوم على موقع ألو سيني (الفرنسية)
- أوفه بوم على موقع أول موفي (الإنجليزية)
- أوفه بوم على موقع قاعدة بيانات الأفلام السويدية (السويدية)
- أوفه بوم على موقع قاعدة بيانات الفيلم (الإنجليزية)
- أوفه بوم على موقع كينوبويسك (الروسية)